# 子蟹座
子蟹座（こがにざ、Cancer Minor）は、現在使われていない星座の1つ。
1613年に、ペトルス・プランシウスが作成した天球儀で初めて登場した。かに座に隣接して作られ、ふたご座68番星、74番星、81番星、85番星、HIP 36616などの5等星で構成されていた。17世紀中には使われたが18世紀には認知されなくなった。